# Kevin Kenner
Kevin Kenner (Coronado, 19 maggio 1963) è un pianista statunitense.
Nel 1990 ha vinto il secondo premio (primo non assegnato) e il premio per la migliore esecuzione di una polacca, al Concorso Chopin di Varsavia.

## Biografia
Kenner ha iniziato i suoi studi al College of Music di San Diego con Krzysztof Brzuza; all'età di diciassette anni si è trasferito a Cracovia per perfezionarsi con Ludwik Stefański. Ha preso parte a molti concorsi: Concorso Gina Bachauer di Salt Lake City nel 1982, Concorso Van Cliburn di Fort Worth nel 1989 e il Concorso Čajkovskij di Mosca nel 1990 (3º premio).
Da allora ha suonato come solista con le migliori orchestre del mondo come la BBC Symphony Orchestra e la NHK Symphony Orchestra; ha collaborato con molti celebri direttori d'orchestra tra cui Sir Charles Grove, Hans Vonk, Antoni Wit, sir Andrew Davis.
Molti dei suoi concerti gli hanno valso il plauso della critica di tutto il mondo. È stato definito come "uno dei migliori pianisti americani" da Howard Reich del Chicago Tribune. Stanislaw Skrowaczewski, direttore che ha realizzato delle incisioni con pianisti del calibro di Arthur Rubinstein, ha lodato il Fryderyk Chopin di Kenner come il più sensibile e bello che ricordava.
Oltre all'attività concertistica, Kenner è un prolifico didatta: frequenti sono le sue masterclass in Europa, Asia e America; dal 2001 è insegnante nel prestigioso Royal College of Music di Londra.
Ha fatto parte dell'ultima giuria del Concorso pianistico internazionale Frédéric Chopin, insieme a Adam Harasiewicz, Martha Argerich, Dang Thai Son e Nelson Freire.